# Minoische Villa von Amnissos

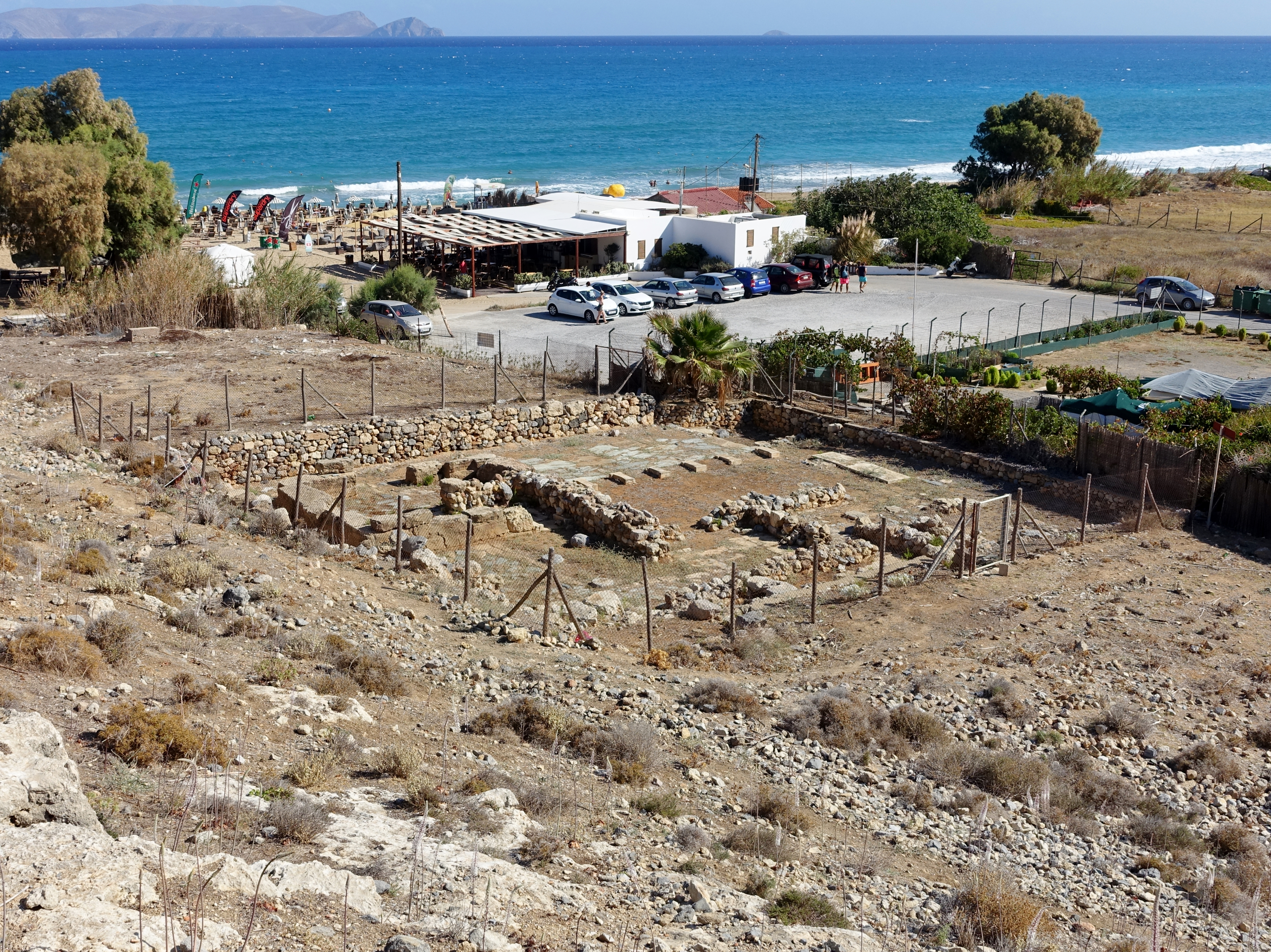
Villa der Lilien

Die Minoische Villa von Amnissos (griechisch Μινωική έπαυλη Αμνισού Minoiki epavli Amnisou), auch Villa der Lilien (Έπαυλη των Κρίνων) genannt, bezeichnet eine archäologische Ausgrabungsstätte im zentralen Norden der griechischen Insel Kreta. Sie befindet sich in der Gemeinde Chersonisos des Regionalbezirks Iraklio, ungefähr sieben Kilometer östlich der Inselhauptstadt Iraklio. Der Gattungsbegriff „Minoische Villa“ umschreibt einen Gebäudetyp, der weitgehend auf die Neupalastzeit der minoischen Kultur beschränkt ist.

## Lage

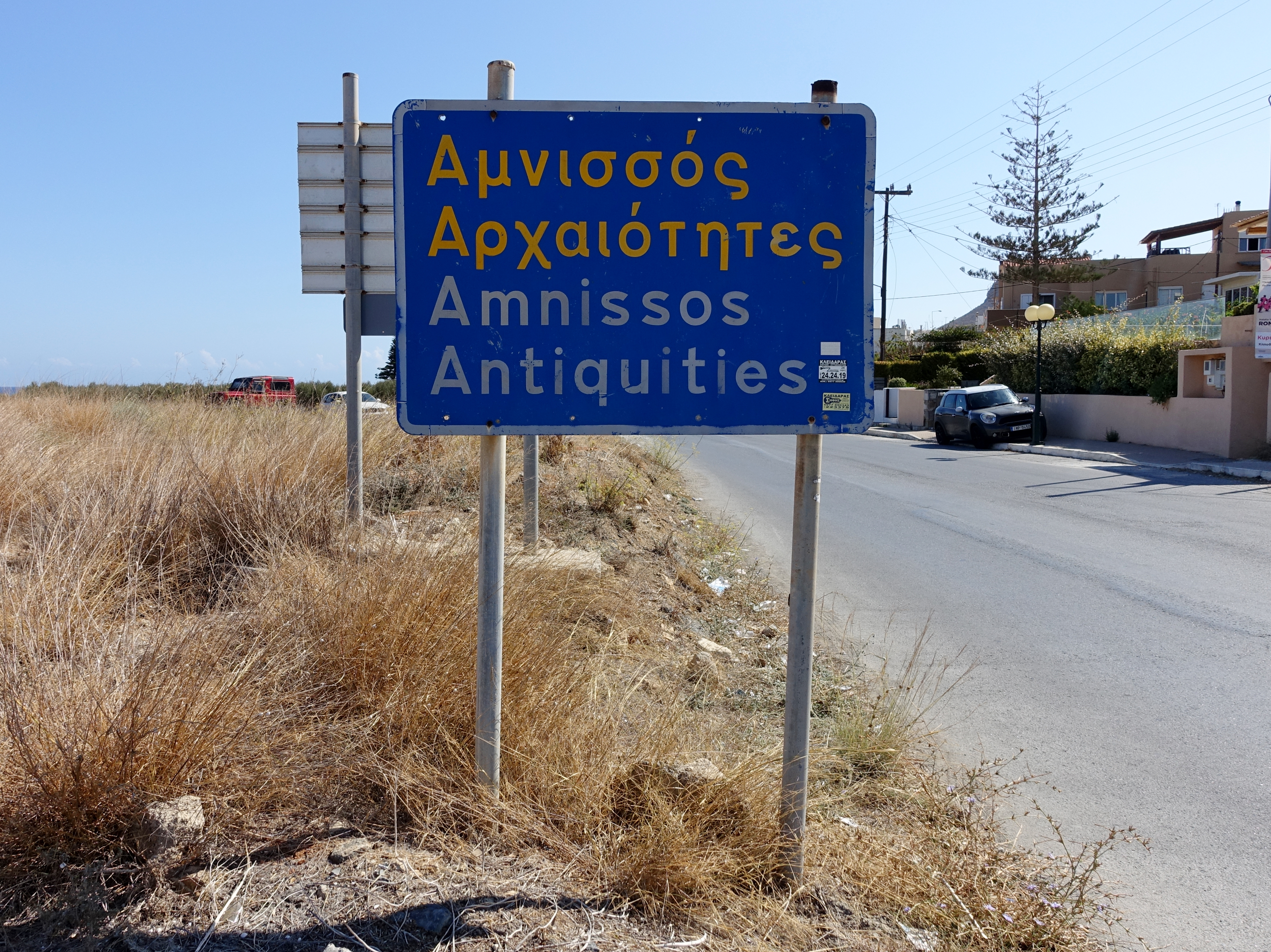
Hinweisschild am Straßenrand

Die Überreste der „Minoischen Villa“ von Amnissos (auch Amnisos) befinden sich am Osthang des 32 Meter hohen Hügels Paliochora (Παλιόχωρα) in etwa 130 Metern Entfernung von der Nordküste Kretas am Ägäischen Meer. Der Hügel liegt in einer Küstenebene, die im Süden und Osten von Höhenzügen, im Westen durch den Fluss Karteros (Καρτερός) und im Norden vom 1,8 Kilometer langen Sandstrand entlang des Meeres begrenzt wird. Da der Fluss Karteros im Altertum Amnissos hieß, wird die Küstenebene heute Ebene von Amnissos genannt. Die Küstenlinie der Ägäis bildet hier eine kleine Bucht mit der ungefähr 360 Meter vor dem Strand aufragenden, nur etwa 80 × 50 Meter großen Felseninsel Monocharako (Μονοχάρακο).

## Geschichte und Beschreibung
Amnissos ist auf mehreren Tontafeln mit Linearschrift B aus dem 5,4 Kilometer entfernten Knossos als a-mi-ni-so (𐀀𐀖𐀛𐀰) belegt. Auf einer Liste aus dem Totentempel Amenophis’ III. im alten Ägypten erscheint der Ort als ʿa-m-ni-ša (jʿ-m-n-i-š3), was auf seine große Bedeutung in dieser Zeit weist. Amnissos gilt als einer der Häfen des südwestlich gelegenen Knossos. Vom mindestens 200.000 m² großen Siedlungsgebiet sind bisher 5200 m² archäologisch erschlossen. Einige Schätzungen beziffern die Einwohnerzahl des minoischen Amnissos auf etwa 10.000 Menschen. Ungefähr 750 Meter südlich der „Minoischen Villa“ befindet sich die Höhle der Eileithyia, ein überregionaler Kultort von der minoischen bis in die griechische Zeit. Homer erwähnte die Bucht von Amnissos in der Odyssee (19.188), Strabon den Hafenort und den Tempel der Eileithyia in seinen Geographika (10.4.8).

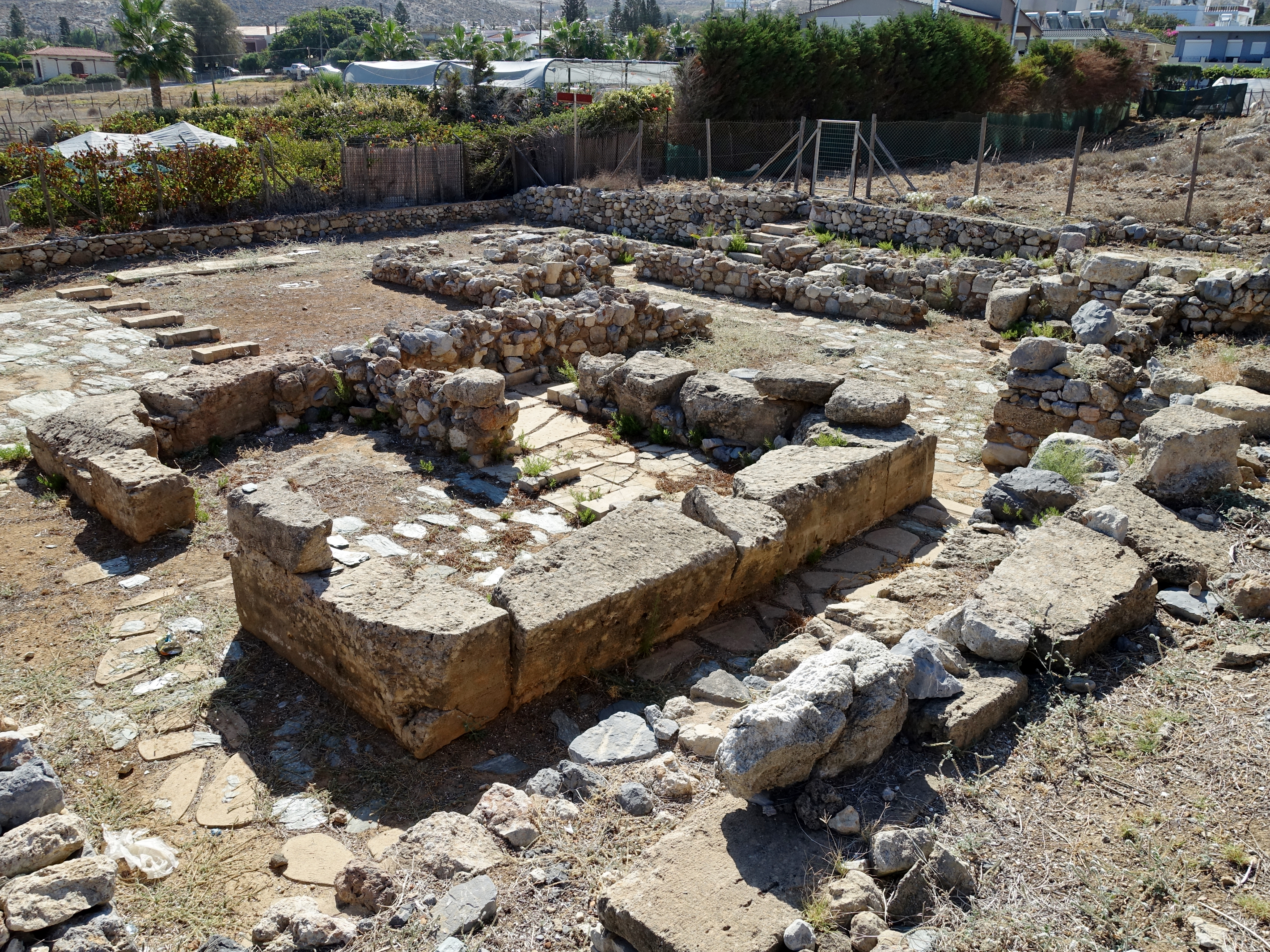
Nordwestansicht der „Villa“

Erste Ausgrabungen in der Ebene von Amnissos fanden 1932 bis 1934 unter der Leitung von Spyridon Marinatos statt. Die dabei entdeckte „Minoische Villa“ liegt im östlichen Bereich der Küstenebene. Da angrenzende Bereiche nicht ergraben wurden, konnten der räumliche Kontext des Gebäudes und dessen Funktion aus den archäologischen Befunden nicht erschlossen werden. An der Nordostseite des Paliochora-Hügels, nordwestlich der „Villa“, wurden lediglich ein Brunnenhaus aus minoischer Zeit und ein rechteckiges Gebäude unklarer Funktion freigelegt. An der Nordwestseite des Hügels stand in der Antike das Heiligtum des Zeus Thenatas. Dieser scheint auf minoischen Strukturen erbaut worden zu sein, deren Funktion ebenfalls nicht nachvollziehbar ist.
Während der Nachgrabungen von 1983 bis 1985 unter der Leitung von Jörg Schäfer wurden die im Zweiten Weltkrieg beschädigten Überreste der „Minoischen Villa“ restauriert. Die Ausgrabungsstätte ist mit einem Zaun umgeben und der Öffentlichkeit nicht zugänglich. Auf Grund der geringen Ausmaße, 24 Meter in Ost-West- und 21,5 Meter in Nord-Süd-Richtung, ist sie von außen gut einsehbar. Die „Villa“ bestand aus mehr als zehn Räumen im Erdgeschoss, die teilweise unterschiedlichen Epochen der minoischen Kultur zugeordnet werden. Das Gebäude wurde wahrscheinlich in der mittelminoischen Phase MM III erbaut, nach schweren Schäden, möglicherweise durch ein Erdbeben, am Ende von MM III B partiell wiedererrichtet und am Ende der spätminoischen Phase SM I A wiederum durch ein mögliches Erdbeben, begleitet von einem Brand, endgültig zerstört.

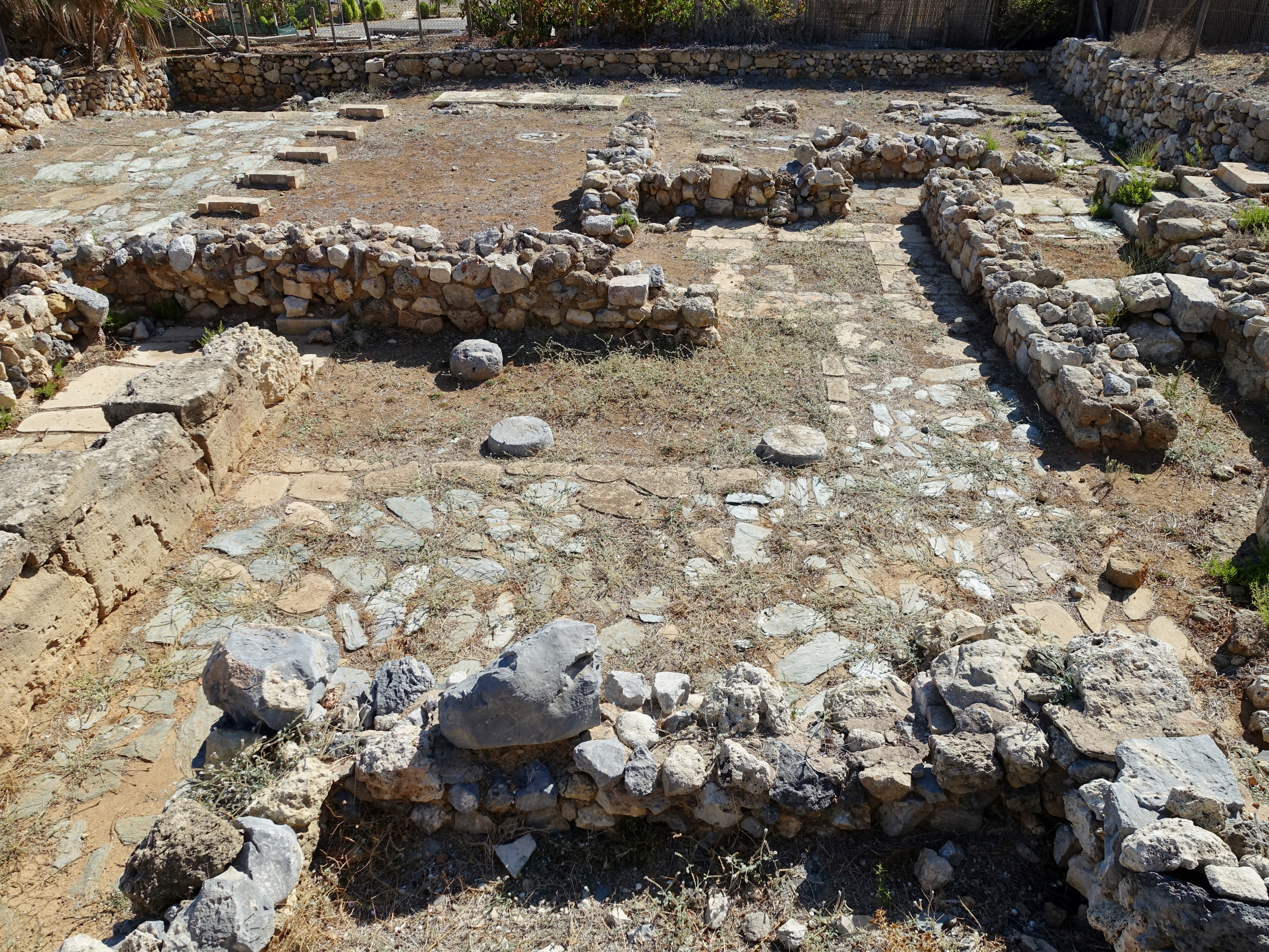
Eingangsbereich der „Villa“

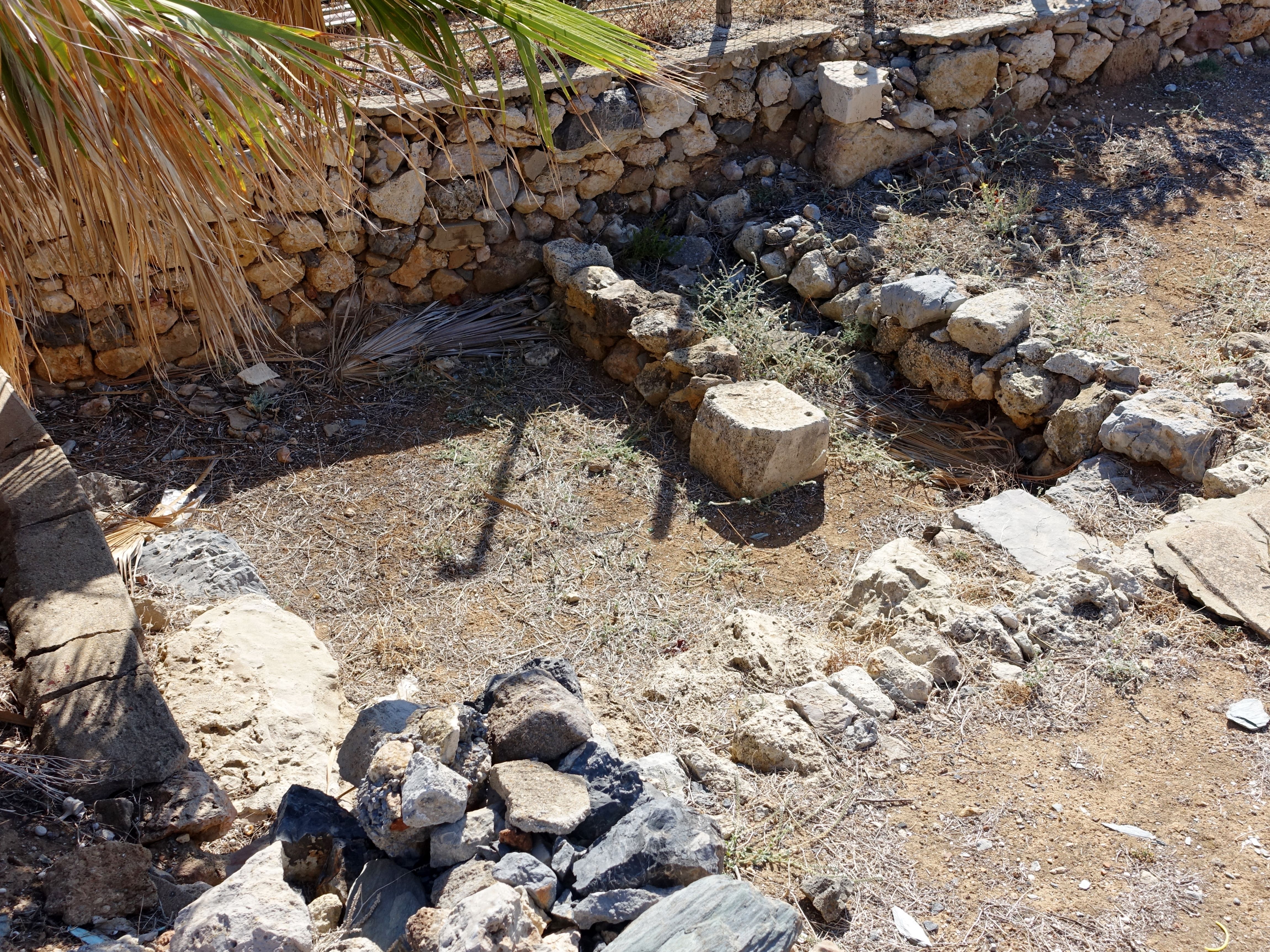
Lustrationsbecken im Nordosten

Durch den Standort der „Villa“ am Fuß des östlichen Hangs des Hügels Paliochora sind die westlichen Teile des Gebäudes, deren Mauern unter höheren Erdschichten lagen, besser erhalten. Für die Errichtung war der Untergrund begradigt worden. Das kleinteilige und verwinkelte Bauwerk besaß repräsentativ gestaltete Außenmauern, einen gepflasterten Eingangsbereich mit zwei Säulen im Westen, einen Polythyronsaal im Norden mit vorgelagertem Hof, der mit Schieferplatten ausgelegt war, sowie ein unter das Bodenniveau abgesenktes Lustrationsbecken im Nordosten. Der Treppenschacht im Süden und die Füllschicht des Zerstörungshorizonts weisen auf ein oberes zweites Stockwerk. Beim Wiederaufbau in MM III B wurde ein weiterer Treppenschacht in einem Raum im Südosten des Gebäudes hinzugefügt.
Nach den Zerstörungen am Ende von MM III B gab es Um- und Anbauten teilweise mittels des Baumaterials der ersten Phase, die auf eine Nutzungsänderung des Gebäudes hindeuten. Der ‚palatiale‘ Repräsentationsbau wurde in verschiedene Wohn- und Arbeitseinheiten unterteilt. Neben dem zusätzlichen Treppenschacht entstanden im Südwesten vor der Eingangsfassade weitere Räume sowie eine Hangstützmauer. Im Inneren der „Villa“ gab es Veränderungen durch Einziehen von Mauerteilen und den Einbau einer irdenen Feuerstelle im Raum hinter dem westlichen Eingang. Im Gegensatz zur ersten Bauphase unter Nutzung von rechteckigen Quadersteinen aus Kalkstein wurden beim Wiederaufbau fast ausschließlich einfache Bruchsteine verwendet.
Die bedeutendsten Funde der „Villa“ stellen Freskenfragmente dar, die sich im Schutt um die nördliche Säulenbasis des Eingangsbereiches angesammelt hatten. Sie waren im oberen Stockwerk bei der Zerstörung des Gebäudes von den Wänden geplatzt und bei Einbruch des Fußbodens an der nördlichen Säule in die Vorhalle des Eingangs im Erdgeschoss gefallen. Der Archäologe Veit Stürmer nahm an, dass sich die von Spyridon Marinatos 1932 gefundenen Fresken an den Wänden einer nach Westen offenen, korridorartigen Loggia befanden. Die floralen Abbildungen wurden zu drei verschiedenen Motiven rekonstruiert, dem Lilienfresko, dem Minzenfresko und dem Papyrusfresko. Nach Ersterem wird das minoische Gebäude auch ‚Villa der Lilien‘ genannt. Die ergänzten Höhen betragen 180 cm (Lilienfresko) bis 230 cm (Minzenfresko). Als Farben wurden Weiß, Grün und Rot verwendet, beim Papyrusfresko auch Orange und Blau. Eine Besonderheit bilden die mit weißem Feinputz ausgefüllten, vorher aus dem noch feuchten Umgebungsputz herausgeschnittenen Umrisse der Lilien.
Stilistisch vergleichbar sind die Fresken mit den Darstellungen in Akrotiri auf Santorin, der „Raumumgreifenden Frühlingslandschaft mit Schwalben“ (Raum Δ2 im Sektor Delta) und dem Papyrus oder den Dünen-Trichternarzissen im „Vestibül“ (Raum 1) im „Haus der Damen“. Eine ähnliche Darstellung weißer Lilien befindet sich auf einem Gefäß aus Knossos, das von Fritz Schachermeyr (1964) wie auch Veit Stürmer (1992) in MM III eingeordnet wurde. Die Fresken entstanden somit wahrscheinlich in der ersten Bauphase der „Villa“ von Amnissos in MM III, wohingegen die im Gebäude gefundene Keramik ausschließlich der zweiten Phase in SM I A zugeordnet wird, in der die Funktion der Räume von einer repräsentativen in eine Wohn- und Arbeitsnutzung übergegangen war. Die Keramikfragmente, gefunden im südöstlichen Raum neben dem später eingebauten Treppenschacht und im Durchgang vom Eingangsbereich zu den nordwestlichen Räumen, waren teils unbemalt, teils rötlich bemalt sowie mit Resten von Horizontalstreifen, Spiralen, Gräsern und Bändern versehen. Ein rekonstruierter Pithos weist eine Höhe von 30 cm auf. Insgesamt bedingt die Fundarmut innerhalb und im Umfeld der „Villa“ einen gewissen Unsicherheitsfaktor bei der chronologischen Einordnung des Gebäudes.

Ausgrabungsstätte
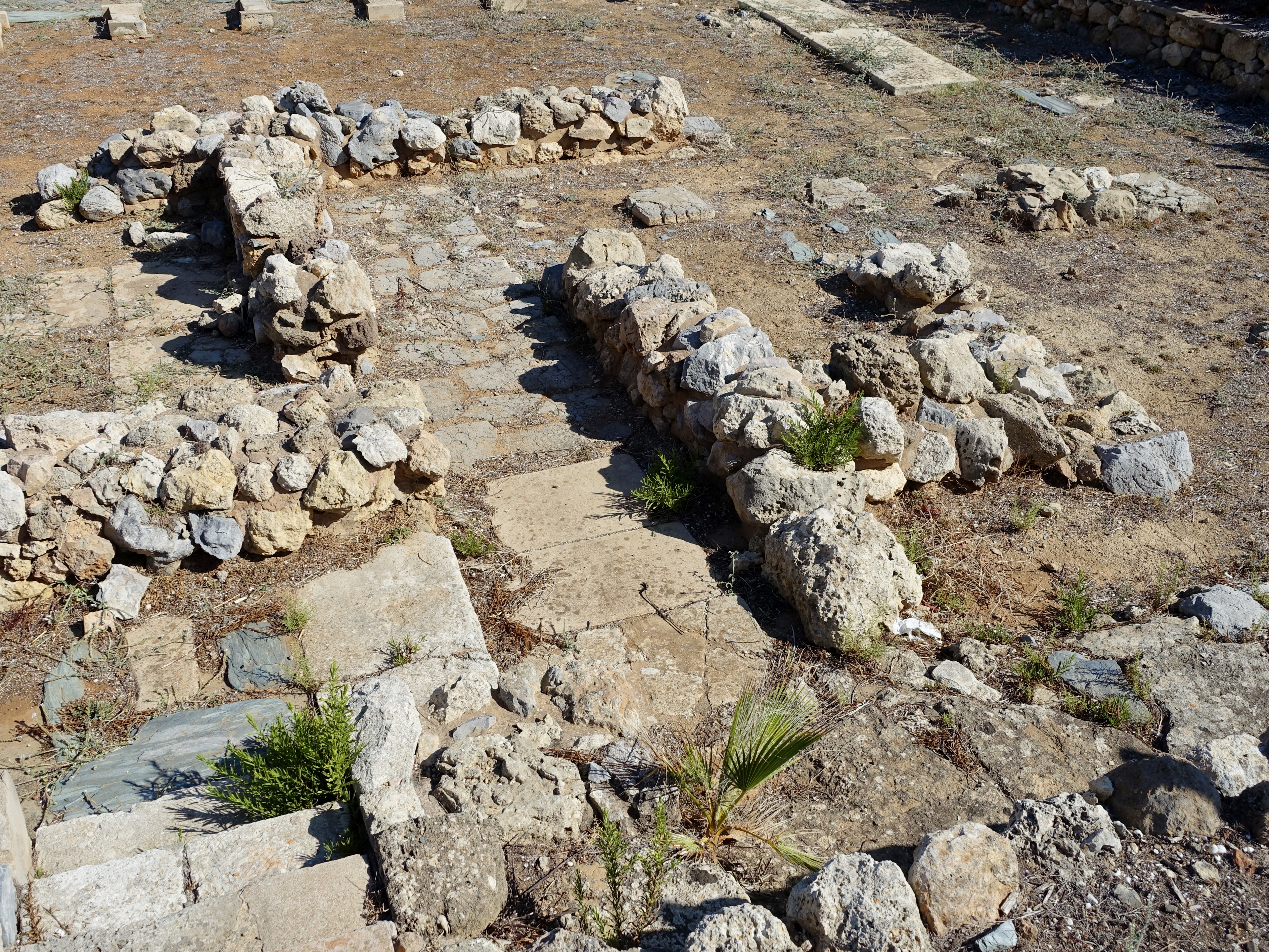
Korridor und südöstlicher Raum
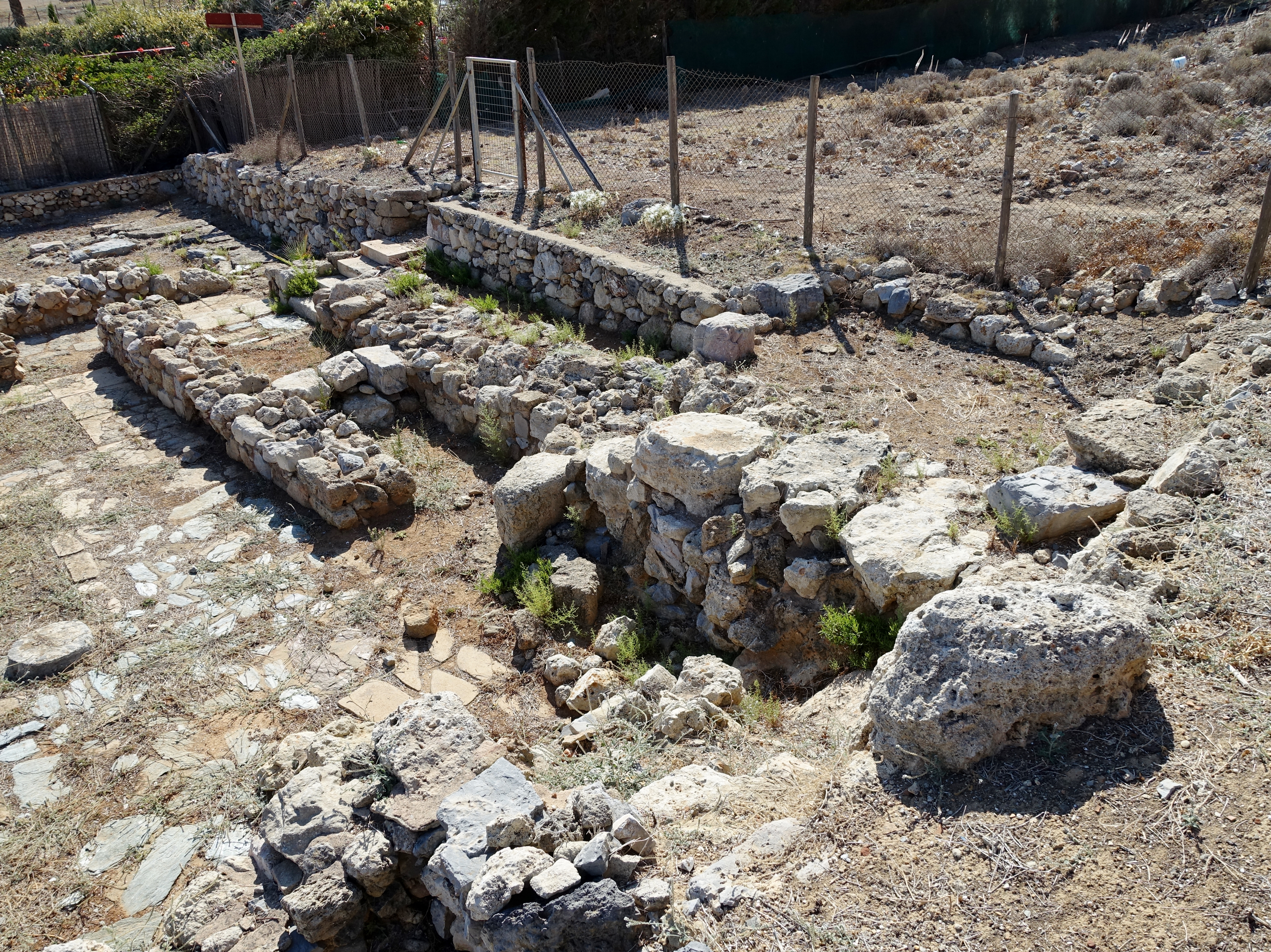
Anbauten der zweiten Bauphase aus SM I A
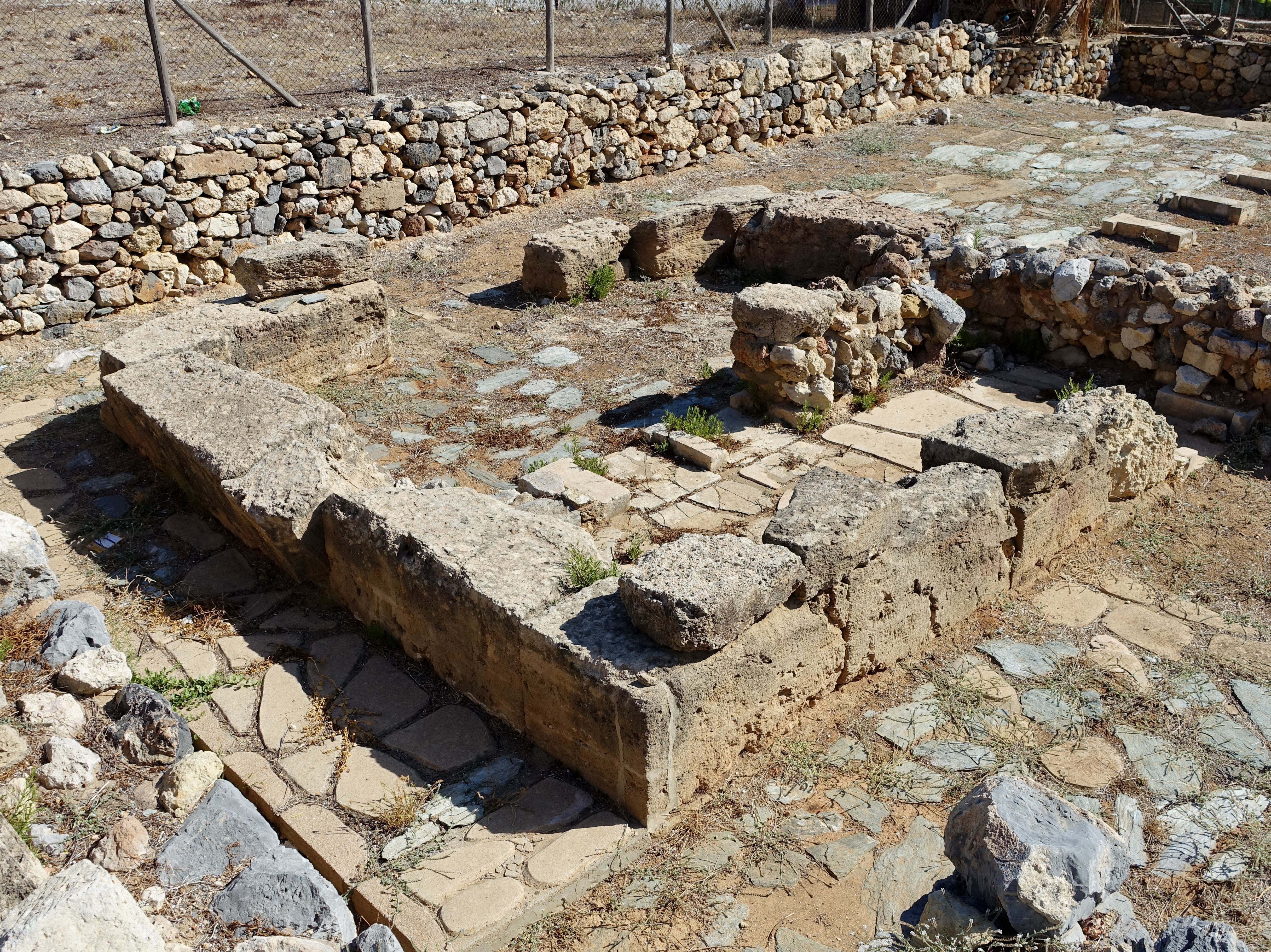
Nordwestliche Räume mit Quadersteinen
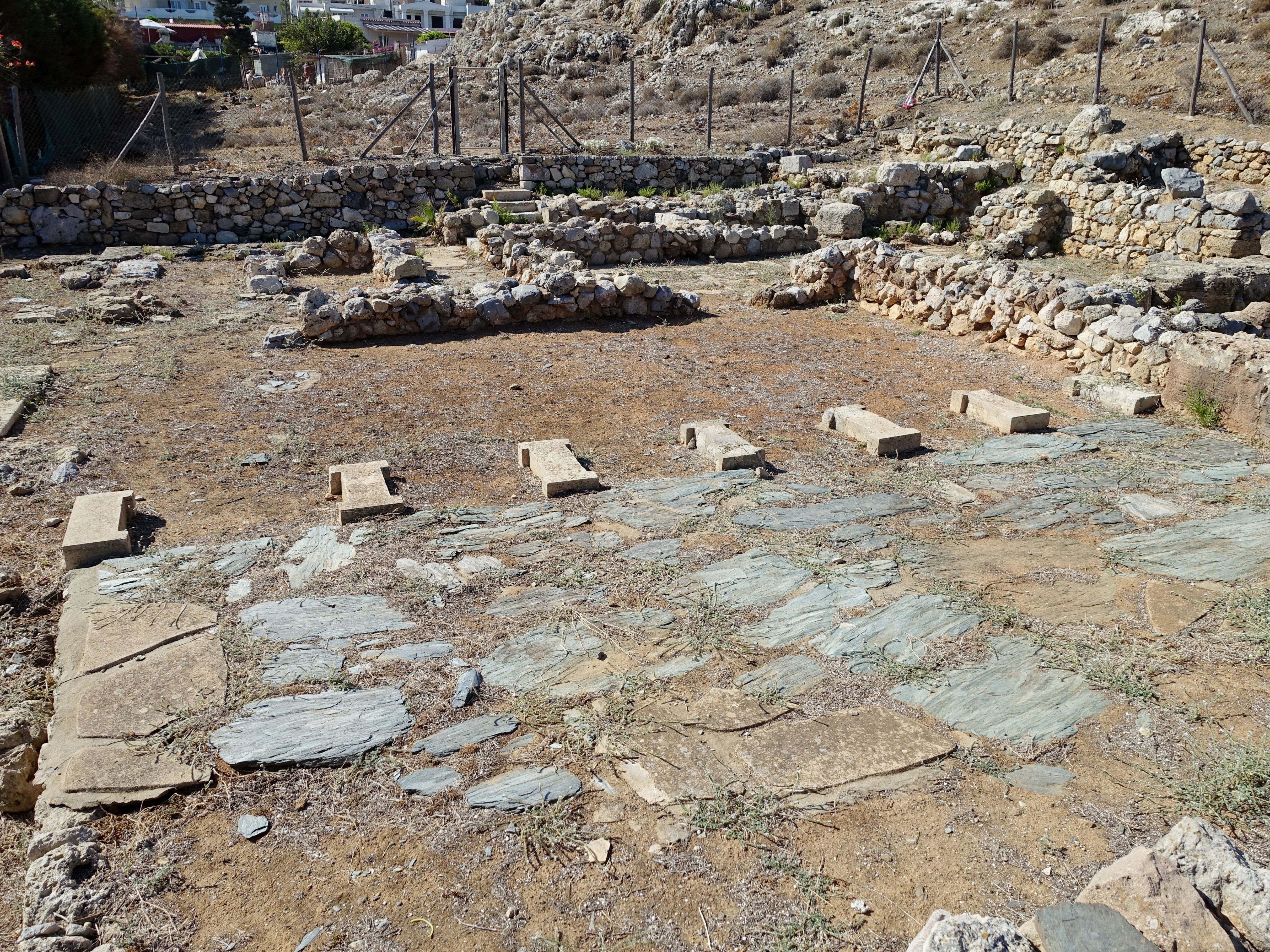
Polythyronsaal im Norden der „Villa“